# Овчярско (тунель)
Овчярско (словац. Tunel Ovčiarsko) — автомобільний тунель у Словаччині, розташований на автошляху D1 на ділянці Грічовське Подграддя — Летавська Лучка в окрузі Жиліна. Він складається з двох окремих тунелів: північний тунель завдовжки 2,360 км і південний завдовжки 2,367 км.

## Будівництво
Угоду про будівництво було підписано 9 грудня 2013 року, будівельні роботи офіційно розпочаті 20 лютого 2014 року. Офіційну проходку розпочато 12 вересня 2014 року церемонією встановлення статуї святої Варвари біля західного порталу. Збійка відбулася 29 квітня 2016 року (північний тунель) і 12 липня 2016 року (південний тунель). За контрактом спорудження мало завершитися 2018 року, але цього не відбулося через повільне просування будівельних робіт. Новий термін закінчення будівництва в грудні 2019 року також не було дотримано, оскільки ділянка автошляху, частиною якого є цей тунель, не могла бути приєднана до поточної мережі доріг через відсутність з'їзду до Лєтавскої Лучки. Введення тунелю в експлуатацію стало можливим після спорудження цього з'їзду, яке відбулося 29 січня 2021 року.
Виконавцем робіт було об'єднання Ovčiarsko у складі Doprastav, Strabag, Váhostav — SK і Metrostav. Об'єднання-підрядник URANPRES s.r.o. у співпраці з Skanska-CZ a.s. виконали первинне (бітумне) та вторинне оброблення тунелю. Комплексне керування будівництвом виконувала компанія EKOFIN S.p.A., керівник проєкту — інженер Петер Янега.